# Йога

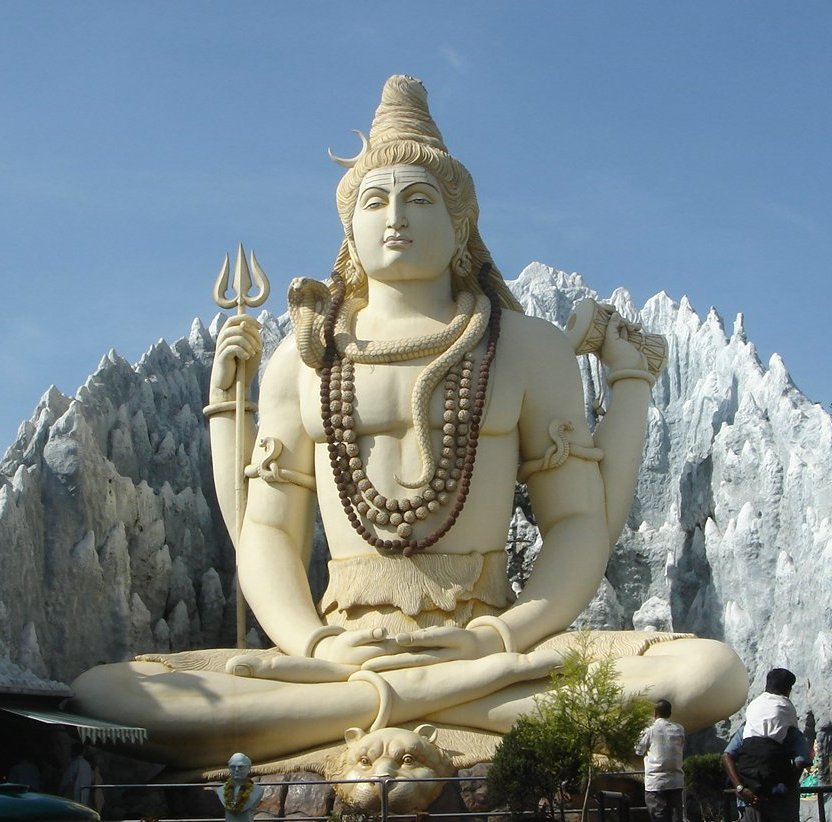
Статуя Шивы, выполняющего медитацию йоги в позе лотоса

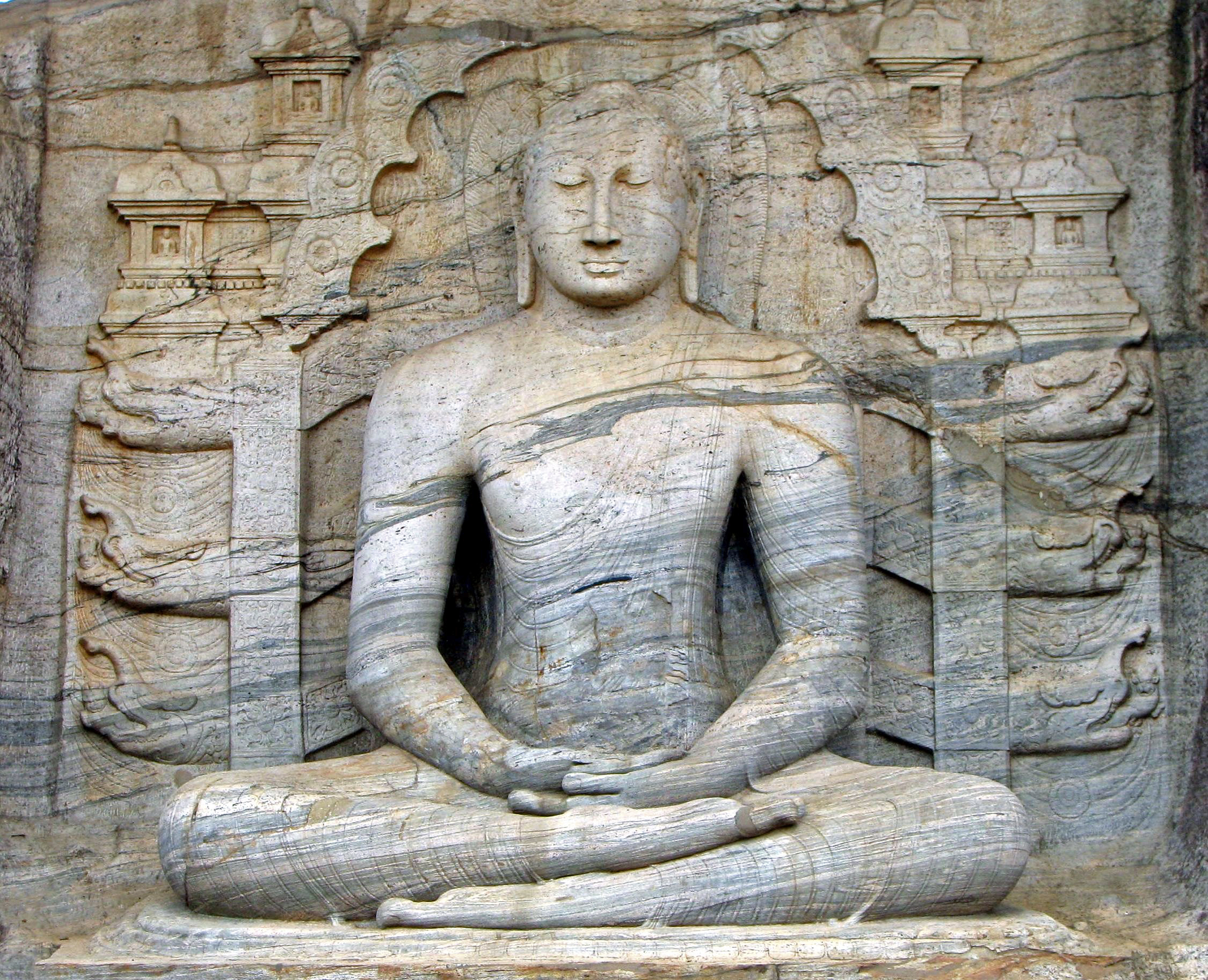
Будда Шакьямуни в сидячей медитации с дхьяна мудрой (медитация мудры), Гал Вихара, Шри-Ланка

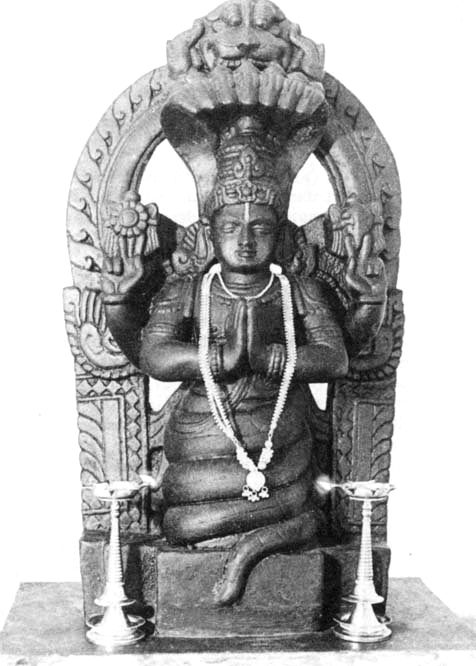
Традиционное индуистское изображение Патанджали как аватара божественного змея Шеши

Йо́га (санскр. योग, IAST: yoga — связь, единение, сосредоточение, усилие) — совокупность психофизических практик, разработанных в различных направлениях индуизма и буддизма с целью достижения человеком возвышенного духовного и психического состояния. В более узком смысле, йога — одна из шести ортодоксальных школ (даршан) философии индуизма.
Основные направления йоги: раджа-йога, карма-йога, джнана-йога, бхакти-йога и хатха-йога. В контексте философии индуизма, под йогой понимается система раджа-йоги, изложенная в «Йога-сутрах» Патанджали и тесным образом связанная с основополагающими принципами санкхьи. Йога обсуждается в различных писаниях индуизма, таких как Веды, Упанишады, «Бхагавадгита», «Хатха-йога-прадипика», «Шива-самхита» и Тантры. Конечная цель йоги может быть совершенно разной: от улучшения физического здоровья и до достижения мокши. За пределами Индии термин «йога» зачастую ассоциируется лишь с хатха-йогой и её асанами — физическими упражнениями, что не отражает духовного и душевного аспектов йоги. Того, кто изучает и практикует йогу, именуют йогом или йогином.
В 2016 году ЮНЕСКО включила йогу в репрезентативный список нематериального культурного наследия человечества, отметив существенное её влияние на многочисленные аспекты жизни индийского общества.

## Этимология
Слово «йога» произошло от санскритского корня йодж или йудж, имеющего много смысловых значений: «соединение», «единение», «связь», «гармония», «союз», «упряжка», «упражнение», «обуздание», и т. п. Впервые встречается в «Ригведе» — древнейшем из сохранившихся памятников индийской литературы, но не в значении практики йоги, а как обозначение упряжи. В значении йоги как практики слово йога описано в тексте Катха-упанишады в строке 11-й третьей главы: «Твердое владение чувствами — это считают йогой. Тогда [человек] становится неотвлеченным, ибо йога приходит и уходит.». Аналогичное слову «йога» значение имеет латинское слово «religare», от которого, по одной из версий, произошло слово «религия».

## История
История йоги уходит своими корнями в древние времена. На нескольких печатях, найденных в долине реки Инд и относящихся к периоду Индской цивилизации (3300-1700 года до н. э.), изображены фигуры в медитативных или йогических позах. Эти археологические находки указывают на возможность того, что население Хараппской цивилизации практиковало одну из древних форм йоги или родственный ей ритуал. Считается, что йога развилась из аскетических практик (тапаса) ведийской религии, которые упоминаются в ранних комментариях к Ведам — Брахманах (датируемых периодом с X по VI века до н. э.). В Брахманах, в частности, в «Шатапатха-брахмане», присутствуют идеи единения ума, тела и души с Абсолютом. В Упанишадах, наиболее раннее упоминание йоги и медитации можно обнаружить в «Брихадараньяка-упанишаде» — одной из древнейших упанишад, датируемой учёными X — IX веком до н. э. и в Катха-упанишаде:
तां योगमिति मन्यन्ते स्थिरमिन्द्रियधारणाम् ॥३.११॥
tāṃ yogamiti manyante sthiramindriyadhāraṇām ॥3.11॥
Йога — это устойчивый контроль чувств
Основным источником, в котором отражено развитие концепции йоги, являются так называемые «средние» Упанишады (датируемые VI веком до н. э.), «Махабхарата» и «Бхагавадгита», а также «Йога-сутры» Патанджали (II век до н. э.). В «Йога-сутрах» йога впервые была изложена как одна из школ («даршан») индуистской философии. Эта ранняя школа йоги ретроспективно получила известность под ретронимом раджа-йога с целью отличить её от других, более поздних школ.

### Индская цивилизация
На нескольких печатях, обнаруженных при раскопках в долине реки Инд и датируемых периодом с 3300 по 1700 год до н. э., были найдены изображения людей в медитативных и йогических позах, занимающихся «одним из видов ритуальной практики, возможно древней формой йоги». Из всех артефактов Хараппской культуры археолог Грегори Поссель выделяет 16 специфических фигурок в йогических позах. По мнению учёного, они свидетельствуют о том, что обитатели Хараппской цивилизации занимались ритуальными практиками йоги и медитации. При этом были найдены изображения в йогических позах не только людей, но и божеств.
Наиболее известным из хараппских йогических изображений является «печать Пашупати», обнаруженная британским археологом Джоном Маршаллом, который полагал, что на ней изображена одна из древних форм Шивы. Некоторые учёные, однако, подвергают сомнению идею того, что изображённый на печати «Пашупати» («Господь животных») представляет фигуру Шивы или Рудры.

Печать Пашупати Дели, изображающая медитирующего Шиву.

### Бхагавадгита

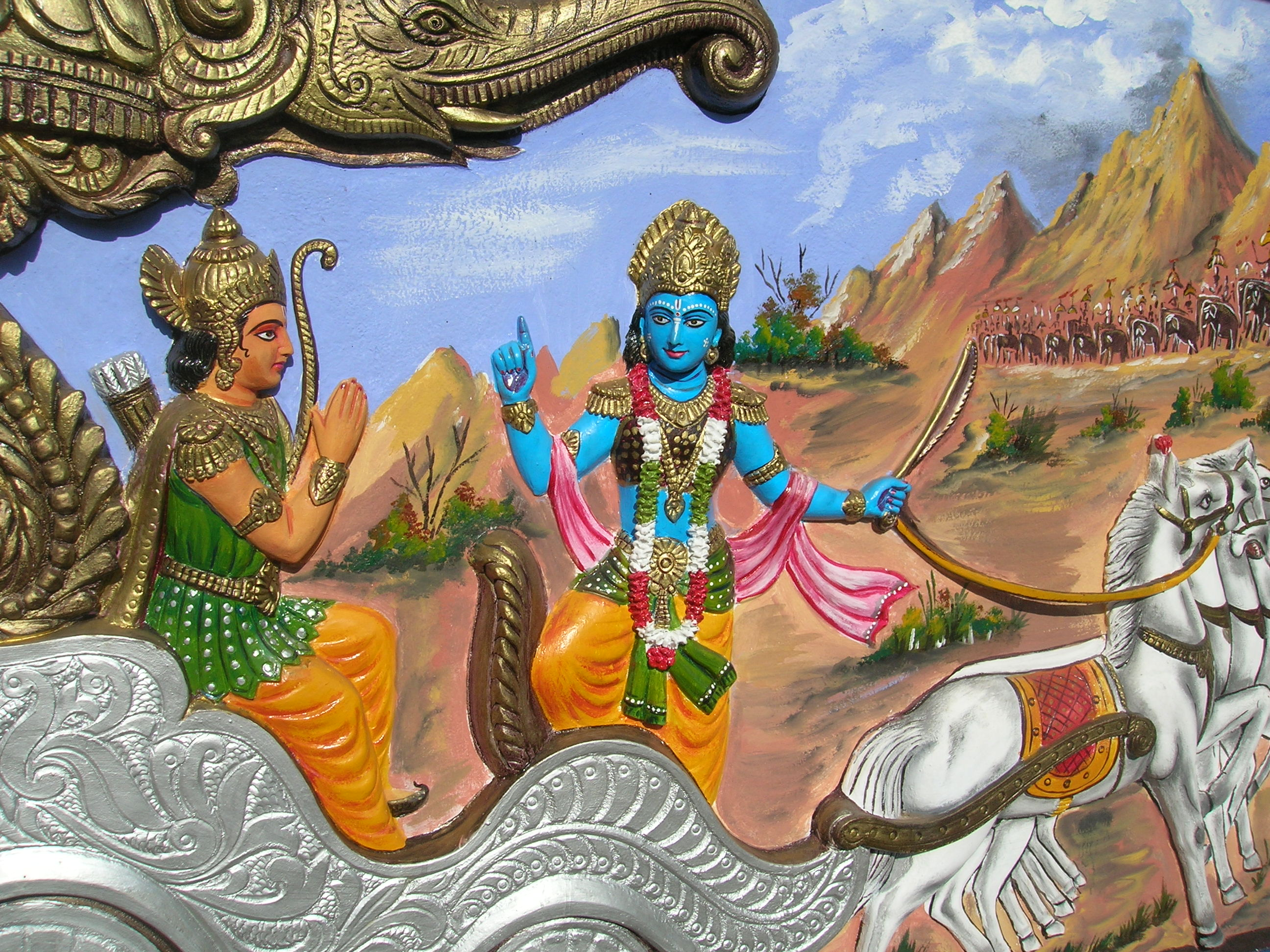
Кришна рассказывает Гиту Арджуне

«Бхагавадгита» описывает йогу как контроль ума, искусство деятельности, осознание высшей природы души (атмы) и трансцендентности верховного божества (Бхагавана). Кришна учит, что корнем всех страданий является возбуждённый эгоистическими желаниями ум. Единственным способом остановить пламя желаний является контроль ума посредством самодисциплины с одновременным вовлечением в возвышенную духовную деятельность. Воздержание от деятельности, однако, считается таким же нежелательным, как и чрезмерное вовлечение в неё. Согласно «Бхагавад-гите», высшей целью является освобождение ума и разума от материальной деятельности и их сосредоточение на духовном уровне через посвящение всех действий Богу.
Вдобавок к 6-й главе, целиком посвящённой традиционным практикам йоги, включая медитацию, «Бхагавад-гита» описывает три наиболее важные вида йоги:
- Карма-йога — «йога деятельности»
- Бхакти-йога — «йога преданности», или «йога преданного служения»
- Джнана-йога — «йога знания»

Хотя эти пути отличны друг от друга, их основная цель практически одна и та же — осознать, что Бог в своей личностной форме (Бхагаван) является изначальной истиной, на которой зиждется всё бытие, что материальное тело временно, и что сверхдуша (параматма) вездесуща. Конечной целью йоги является мокша — освобождение из круговорота рождения и смерти (сансары) через осознание Бога и своих отношений с ним. Этой цели можно достичь практикуя любой из трёх видов йоги, хотя в шестой главе Кришна говорит о превосходстве бхакти над другими путями достижения высшей цели.
Известный комментатор «Бхагавад-гиты» Мадхусудана Сарасвати в конце XV века разделил её по содержанию на три основные части: первые шесть глав в основном посвящены карма-йоге, средние шесть глав — бхакти-йоге, и последние шесть — джнана-йоге. Другие комментаторы предложили свой вариант деления, приписав определённую йогу каждой из глав и выделив 18 видов йоги. Подобное деление впоследствии было принято многими комментаторами «Бхагавад-гиты».

### «Йога-сутры» Патанджали

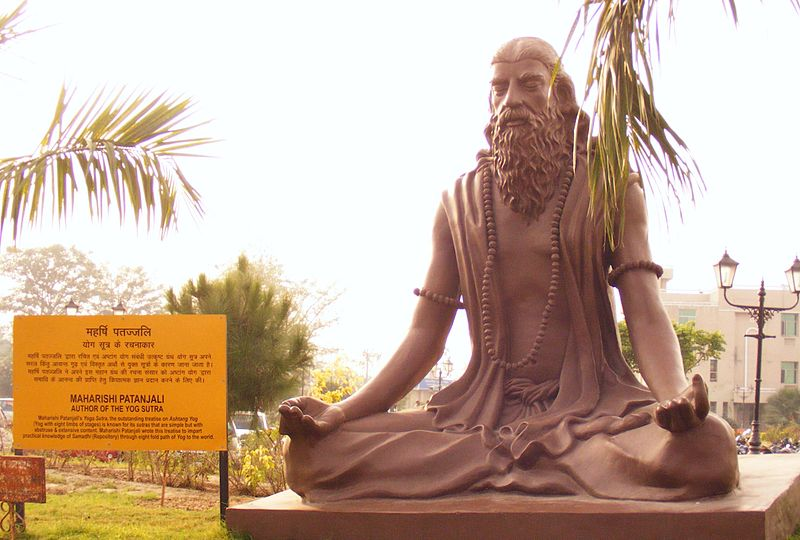
Статуя Патанджали, автора основного текста «Йога-сутры», медитирующего в позе лотоса

В индийской философии йогой называют одну из шести ортодоксальных философских школ индуизма. Философская система йоги тесно связана со школой санкхьи. Согласно учению Патанджали, школа йоги принимает психологический и метафизический аспекты философии санкхьи и по сравнению с санкхьей является более теистической. Примером теистичности йоги может служить факт добавления Божественного Существа к 25 элементам бытия санкхьи. Йога и санкхья очень близки друг к другу; по этому поводу Макс Мюллер говорил, что «данные философии в просторечьи называют санкхьей с Богом и санкхьей без Бога…». Тесную связь между санкхьей и йогой также объясняет Генрих Циммер:
Обе философии считаются в Индии близнецами, разными аспектами одной дисциплины. Санкхья обеспечивает основное теоретическое объяснение человеческой природы, перечисляя и давая определение её элементам, анализируя способы их взаимодействия в обусловленном состоянии (бандха), и описывая их состояние в освобождённом состоянии мокши, в то время как йога посвящена специфически определению движущей силы процесса освобождения, описанию практических методов для достижения этого освобождения...
Основным текстом школы йоги являются «Йога-сутры» Патанджали, который считается некоторыми исследователями основателем философии йоги (в то же время: «было бы неправомерно усматривать в авторе „Йога-сутр“ создателя практики йоги или ее единственного теоретика»). Йога Патанджали известна как раджа-йога, или йога управления умом. Патанджали даёт определение слова йога во второй сутре, которая является ключевой сутрой всего текста:
Это определение базируется на значении трёх санскритских терминов. И. К. Таимни даёт следующий перевод: «Йога — это обуздание (ниродхах) изменчивости (вритти) ума (читта)». Вивекананда переводит сутру как «Йога заключается в недозволении уму (читта) принимать различные формы (вритти)».

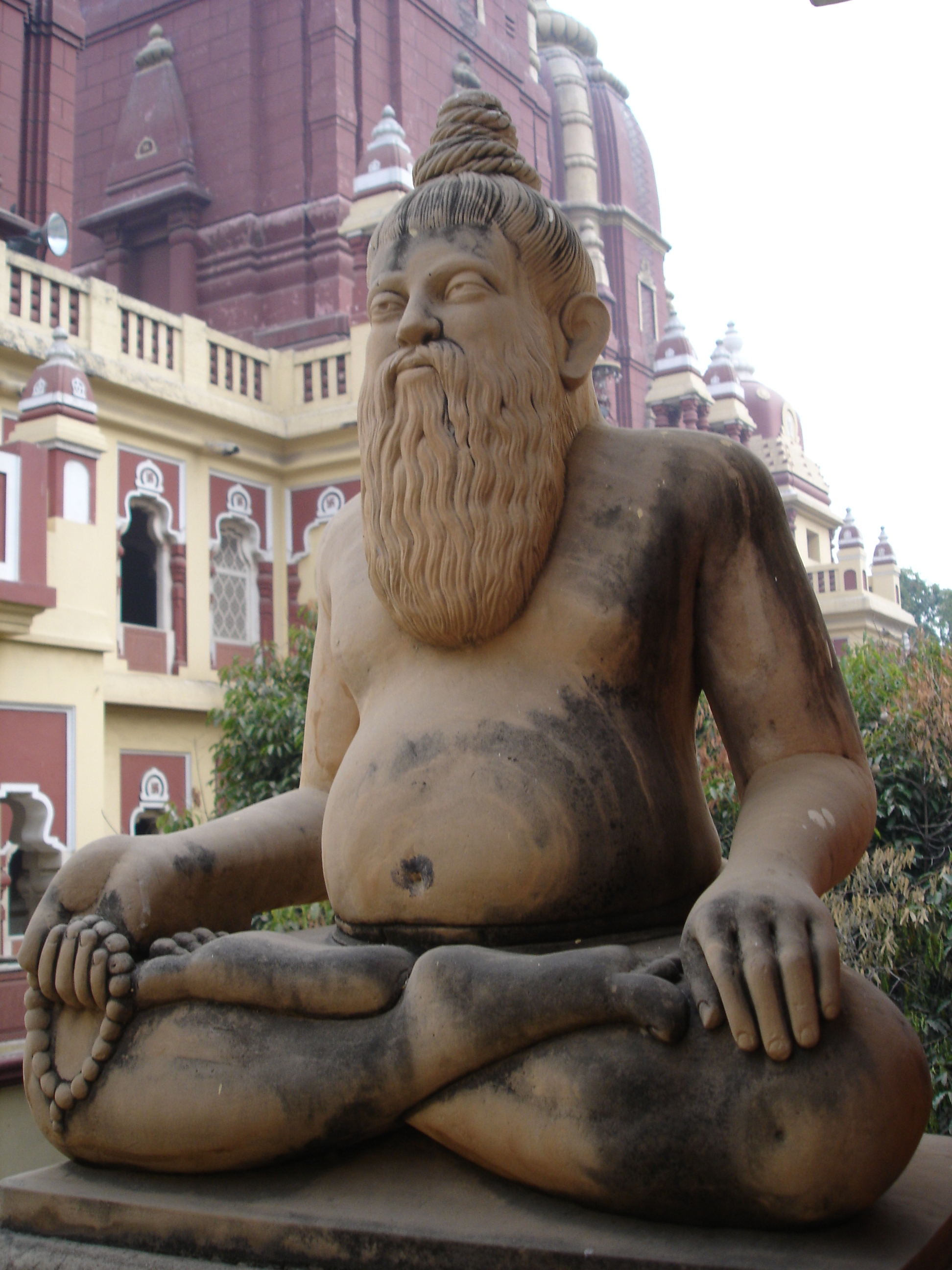
Статуя индуистского йогина в Бирла Мандире, Дели

«Йога-сутры» Патанджали также выступили основой для системы аштанга-йоги («восьмичленной йоги»), определение которой даётся в 29-й сутре 2-й книги. Аштанга-йога является основной отличительной чертой практически всех современных вариаций раджа-йоги.
Восемь членов, или ступеней аштанга-йоги:
1. Яма — принципы взаимодействия с внешней средой
2. Нияма — принципы взаимодействия с внутренней средой
3. Асана — объединение ума и тела посредством физической деятельности
4. Пранаяма — контроль над праной («жизненной энергией») посредством особых дыхательных практик
5. Пратьяхара — отвлечение чувств от контакта с их объектами
6. Дхарана — целенаправленная сосредоточенность ума
7. Дхьяна — медитация (внутренняя деятельность, которая постепенно приводит к самадхи)
8. Самадхи — умиротворённое сверхсознательное состояние блаженного осознания своей истинной природы

Иногда их делят на четыре низшие и четыре высшие ступени, из которых низшие сопоставляют с хатха-йогой, в то время как высшие ступени принадлежат специфически к раджа-йоге. Одновременная практика трёх высших ступеней называется самьяма.

### Хатха-йога

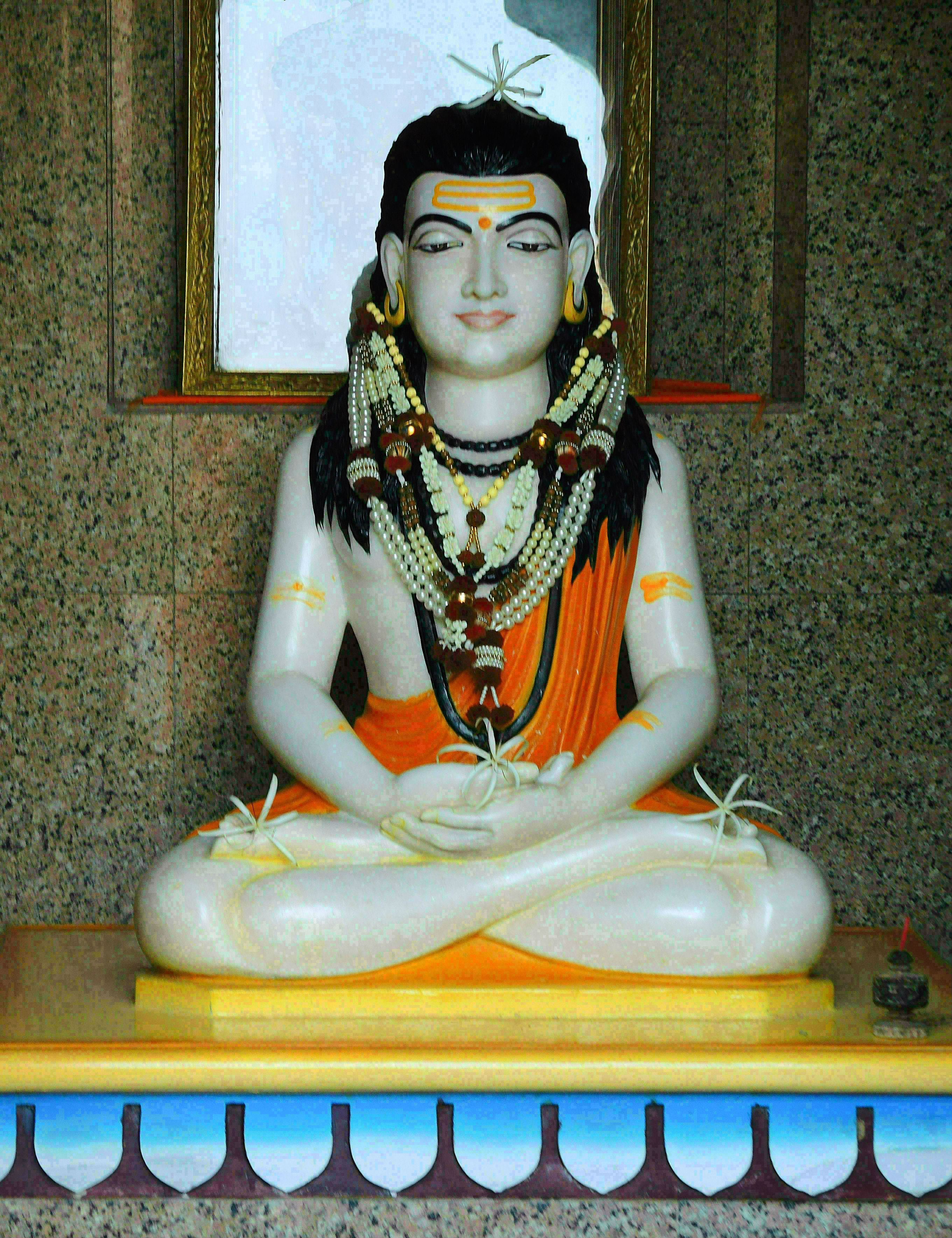
Скульптура Горакшанатха, знаменитого йога традиции натха XI века и главного сторонника хатха-йоги

Хатха-йога — направление йоги, сформированное в X—XI веке Матсьендранатхом и, в большей степени, его учеником Горакшанатхом. Основанная ими традиция натхов сыграла значительную роль в развитии классической хатха-йоги в средневековой Индии.
Основы системы хатха-йоги описаны в таких текстах, как «Хатха-йога-прадипика», «Горакша-шатака», «Гхеранда-самхита» и «Шива-самхита».
Хатха-йога значительно отличается от раджа-йоги Патанджали: она сосредоточена на шаткарме, очищении тела, приводящего к очищению ума (ха), и праны, или жизненной энергии (тха). Хатха-йога даёт дальнейшее развитие сидящим йогическим позам (асанам) раджа-йоги Патанджали, добавляя к ним гимнастические йогические элементы. В настоящее время хатха-йога в её многочисленных вариациях представляет собой стиль йоги, наиболее часто ассоциируемый с понятием «йога».

### На Западе

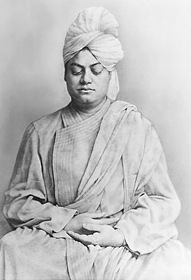
Вивекананда в Лондоне в 1896 году

В Европе впервые философию йоги начал изучать Шопенгауэр, одним из основных источников философских взглядов которого были Упанишады.
После выступления Вивекананды в 1893 году на Всемирном конгрессе религий в Чикаго и совершения турне по Америке и Великобритании с прочтением цикла лекций по йоге и веданте, интерес к ней на Западе не ослабевает до настоящего времени.
Генеральная Ассамблея Организации Объединённых Наций учредила 21 июня как «Международный день Йоги» (отмечается ежегодно в Индии и во всем мире с 2015 года).
Отражением популярности йоги на Западе можно считать тот факт, что самая большая современная скульптура из золота (работы Марка Куинна, 50 кг, 1,5 млн фунтов стерлингов, Британский музей) изображает Кейт Мосс, садящуюся в позу «голова в коленях» (дви пада ширшасана).

### В России
Йогой в России интересовались ещё до революции 1917 года. В советское время по идеологическим соображениям йогой заниматься было опасно, но были энтузиасты, которые практиковали по уцелевшим книгам и самиздату.
Б. Л. Смирнов (1891—1967) — известный врач, знаток иностранных языков. В молодости увлекался восточной философией, прочитал в Киеве в 1930 г. лекцию о передаче мысли и был сослан на несколько лет в Йошкар-Олу. На склоне лет, уже будучи тяжело больным и оставив основную профессию, он перевёл на русский язык «Махабхарату». Качество перевода было высоко оценено специалистами.
В. В. Бродов (1912—1996) — индолог, философ, профессор, первый председатель Ассоциации йоги СССР. Тема его докторской диссертации по философии — «Прогрессивная философская и социологическая мысль Индии в Новое Время (1850—1917)» (1964). Затем он в качестве учёного секретаря в 1965 г. принимал участие в подготовке к изданию «Истории философии», где им были написаны отдельные главы по истории индийской философии и ряда других книг по этому направлению.
В начале 1960-х в СССР был приглашён видный индийский йог Дхирендра Брахмачари для изучения возможностей применения йоги при подготовке советских космонавтов. Он читал космонавтам лекции и проводил практические занятия в закрытой группе, куда удалось попасть и Василию Бродову. Ощутив на себе благотворное влияние йоги (Бродов получил ранение во время Великой Отечественной войны, что сказывалась на его здоровье), Василий Бродов становится поклонником и пропагандистом йоги. Он обнародует целый ряд статей и книг по этому вопросу. Одно из самых известных начинаний профессора Бродова — участие в качестве соавтора и главного консультанта научно-популярного фильма «Индийские йоги — кто они?», вышедшего в прокат в СССР в 1970 году и вызвавшего взрыв интереса и к йоге, и к самой Индии.
В. И. Воронин — писатель, журналист (автор цикла статей по хатха-йоге в журнале «Наука и жизнь» за 1980-81 годы и позже автор книги по хатха-йоге.
Ю. Н. Полковников на начало 1960-х был корреспондентом журнала «Сельская молодёжь», после встречи в одной из командировок с А. Н. Зубковым воодушевился йогой и уговорил свою редакцию напечатать цикл статей А. Н. Зубкова по этому направлению. Из намеченных 6 статей на закате хрущёвской оттепели успели обнародовать только 4, но и это было событием в советское время. Позже Ю. Н. Полковников издал и собственные работы по популяризации йоги, в частности, в 1995 г. книгу «Как продлить годы жизни: целительная йога».
Инженер-изобретатель в области ракетной техники Я. И. Колтунов (1927—2016) с молодости увлекался физической культурой. В годы учёбы в МАИ стал мастером спорта, заинтересовался самосовершенствованием в более широком смысле этого слова, что логично привело его к йоге и ушу. Как и многие инженеры тех лет, многие месяцы проводил на полигонах с ненормированным и очень напряжённым режимом работы. Физкультура и йога помогала ему выдержать это напряжение. После 50 лет ощутил потребность делиться накопленным опытом самосовершенствования и оздоровления с людьми, основал в подмосковном Болшево группу (на основе медитативного бега, йоги и ушу), затем клуб («Космос»). Эти занятия пользовались успехом и привлекали большое количество людей. В связи с этим в 1983 году был исключён из рядов КПСС и уволен с работы, после чего не мог никуда устроиться в течение следующих 3,5 лет. После перестройки возобновил занятия клуба, участвовал в организации и проведении более 20 слётов, пропагандировал лично и в печати методики клуба, стремился создать общественное движение соответствующей направленности, организуя филиалы в других городах и областях страны (включая Украину и Казахстан).
Первым сертифицированным преподавателем йоги в СССР стал А. Н. Зубков. Будучи в долгосрочной командировке в Индии, он познакомился с Шри Рам Кумар Шармой (учеником Свами Шивананды), под руководством которого начал практиковать упражнения йоги. По окончании обучения Шри Рам Кумар выписал Зубкову сертификат, дающий право преподавать йогу и лечить с помощью йоги. Вернувшись на родину, Зубков стал настоящим миссионером и проделал огромную работу по популяризации йоги в СССР. В 1970-е годы Зубков написал сценарий фильма «Индийские йоги — кто они?». Интерес к йоге в 1970-е годы существовал и со стороны советского правительства, которое пригласило в страну Дхирендру Брахмачарьи для внедрения техник йоги в подготовку космонавтов.
В конце 1980-х годов в Москве появилась лаборатория по изучению нетрадиционных методов оздоровления, по инициативе которой в 1989 году на первую Конференцию по йоге был приглашён Б. К. С. Айенгар. В том же году в СССР впервые приехал гуру кундалини-йоги Йоги Бхаджан. Позже он дал инициацию Якову Маршаку, который начал с помощью техник кундалини-йоги помогать наркозависимым подросткам.

## Йога, тантра и телесность
До момента создания Тирумантирам Тирумуларом (II—XII век н. э.) и, вероятно, более поздних сутр, приписываемых Матсьендранатху и Горакшанатху (X и XII—XIII век н. э.), термином «йога» в индийских текстах обозначались различные виды духовных практик почти никак не связанные с работой над телом адепта. Новаторская идея о том, что тело бхакта является не препятствием на духовном пути, а храмом бога, основным объектом приложения сил в духовных практиках и основным инструментом для достижения высших духовных состояний широко распостранилась по Индии посредством движения сиддхов и обрела своё дальнейшее развитие в тантризме. Именно в рамках тантризма (индуистского и буддийского) были разработаны наиболее полные концепции тонкого тела, чакр, тонких каналов (нади), кундалини, а также практики по работе с этими сущностями. Индуистский тантризм через некоторое время потерял значительную часть своей популярности в Индии, но практики тантры и идеи сиддхов обрели свое новое дыхание в традиции натха-йогинов и послужили основой для создания хатха-йоги. Американский индолог Девид Гордон Уайт подчёркивает, что, на протяжении последних восьмиста лет, в индийском обществе значения терминов тантрик, йог и сиддха были очень близкими.

## Йога и буддизм

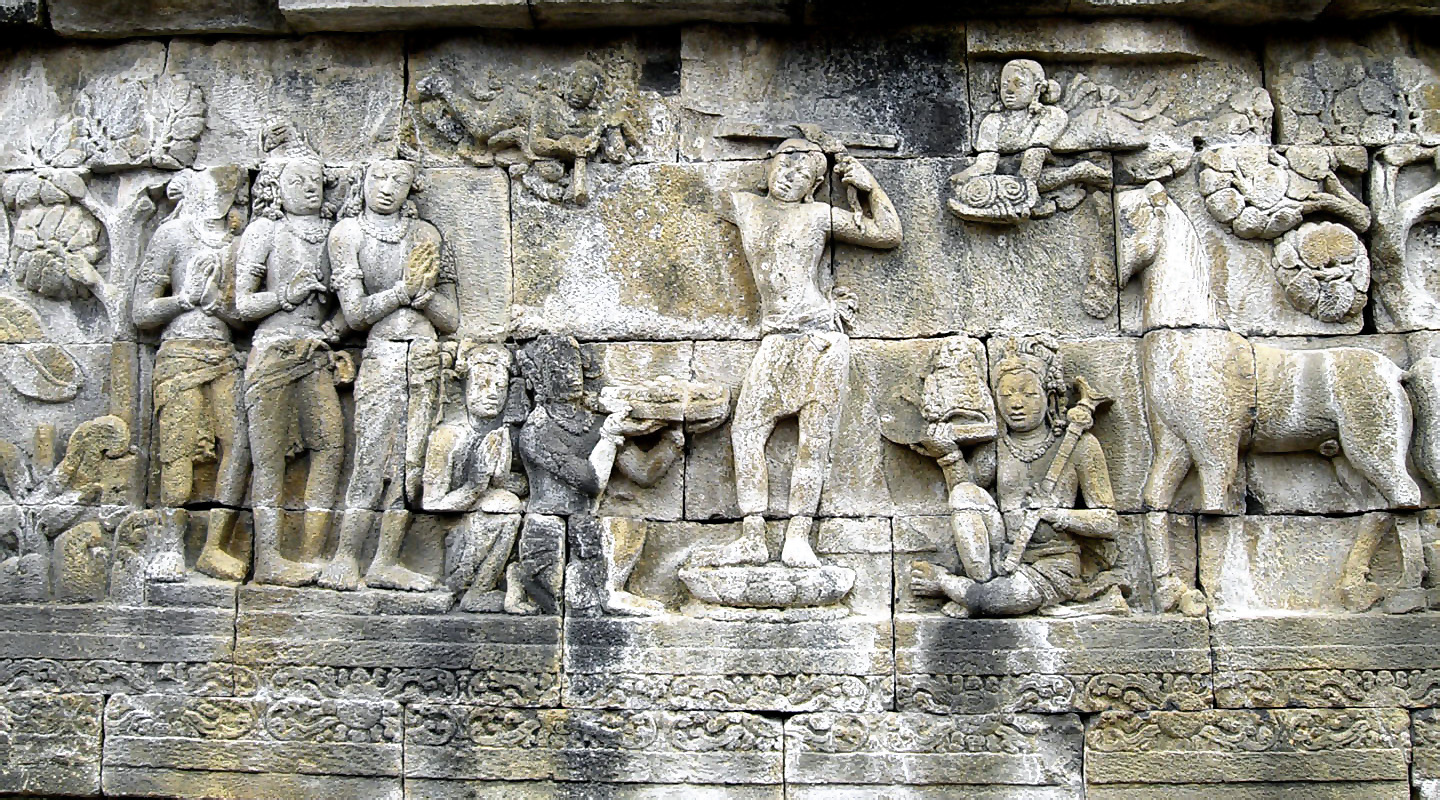
Принц Сиддхартха Гаутама (Будда) бреет волосы и становится шраманом (странствующим аскетом или искателем). Боробудур, VIII век

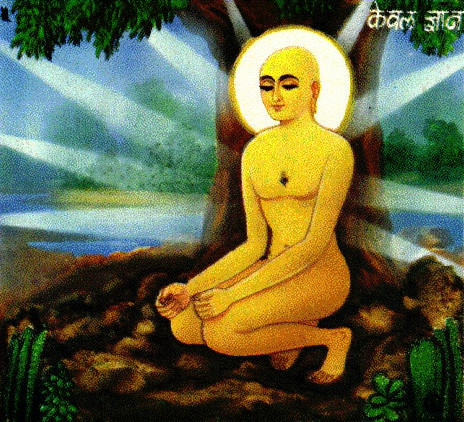
Асана, в которой джайн Махавира достиг всеведения

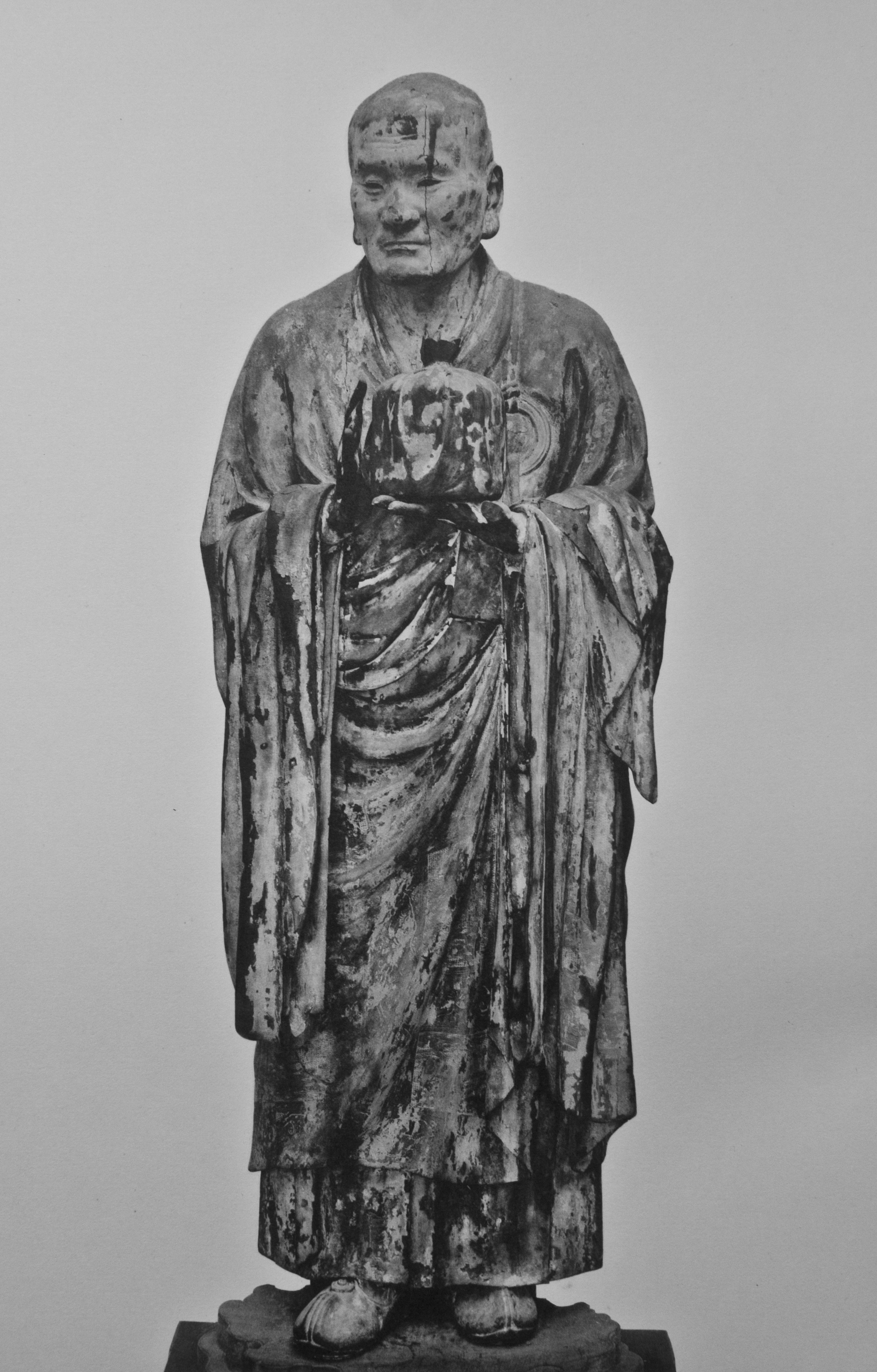
Асанга, учёный IV века н. э. и один из основателей школы йогачара («практика йоги») буддизма махаяны

Йога тесно связана с верованиями и практиками индийских религий. В частности, влияние йоги присутствует в буддизме, для которого характерны аскетические практики, духовные упражнения и состояния транса. В буддизме йогачара (в переводе с санскрита: «практика йоги»), философской школе буддизма махаяны появившейся в Индии в V веке, йога является основой практики, ведущей на путь бодхисаттвы. В этой школе йога практикуется ради достижения просветления[страница не указана 2900 дней].
К хатха-йоге близко направление буддизма называемое ваджраяной. Хатха-йога и ваджраяна распространялись на одной территории, в одной среде, и были близки друг к другу концептуально, так как опирались на общие представления о строении тонкого тела и о его важности для духовного развития.
Близость к йоге является отличительной чертой дзэн-буддизма, который представляет собой одну из форм буддизма махаяны. На Западе дзэн существует параллельно йоге, и между двумя школами, очевидно, существует большое сходство. Этот феномен заслуживает особого внимания по причине того, что школа медитации дзэн-буддизма уходит своими корнями в йогические практики. Некоторые основные элементы йоги играют важную роль как для буддизма в целом, так и для дзэна в частности. Тем не менее, профессор философии Д. Т. Судзуки отстаивал позицию противоположности йоги и дзэн по той причине, что видел склонность западных исследователей «сваливать все азиатские способы медитации <…> в один котёл». Профессор философии и истории религии Г. Дюмулен указывал, что, хотя и существуют «внешние параллели» между двумя традициями и их «внутреннее родство», но существуют также и отличия в целях и способах практики.
Йога также занимает важное место в тибетском буддизме. В традиции ньингма практикующие йогу постепенно прогрессируют до всё более и более высоких уровней, начиная с маха-йоги, продолжая с ану-йогой и в конце концов достигая наивысшей стадии ати-йоги. В других традициях эквивалентом этой стадии выступает ануттара-йога. К другим тантрическим йогическим практикам принадлежит система 108 поз, практикуемых с контролем дыхания и ритма сердца. Темп йогических упражнений называется трул-кхором или единением энергий луны и солнца праджня. Йогические позы древнетибетских йогов изображены на стенах летнего храма Далай Ламы в Лакханге.

## Йога и ислам

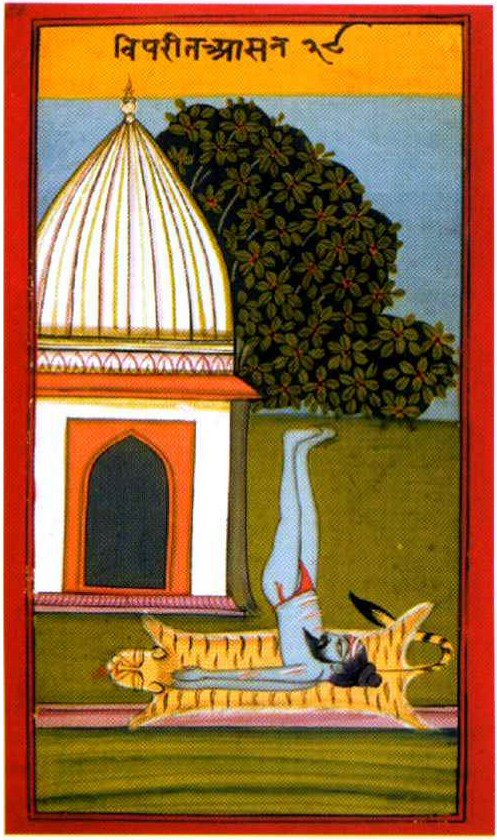
Випарита Карани, поза используется как асана и мудра

В Индии ислам и индуизм соседствовали друг с другом на протяжении многих веков, что не могло не привести к некоторому взаимному культурному влиянию этих религий. В частности, исследователи отмечают взаимное влияние йоги и мистической части ислама — суфизма. При этом, наиболее активный культурный обмен происходил между орденом натхов и суфийским орденом Чиштия. Суфии перенимали некоторые йогические практики, некоторые натхи принимали ислам, суфии и натхи почитали одних и тех же святых.
В XI веке в Персии появились «Йога-сутры» Патанджали в переводе и с комментариями Аль-Бируни. Аль-Бируни писал: «Тем же путём, что и [книга] „Патанджала“, следуют суфии в учении о полной поглощённости созерцанием Истины [то есть бога]…»
В XVI веке на арабский и персидский языки был переведён текст по хатха-йоге «Амритакунда» («Озеро нектара»).
В 2008 году лидеры исламского духовенства в Малайзии издали фетву против мусульман, занимающихся йогой. В ней утверждалось, что в йоге содержатся элементы индуистского религиозного учения и, следовательно, практика йоги для мусульман является богохульной и харамной. Мусульманские учителя йоги Малайзии подвергли это решение критике, расценив его как оскорбительное. В фетве разрешается практика йоги как физических упражнений, но запрещаются такие практики, как повторение мантр.

## Йога и христианство

### Йога и православие
Историк религии Мирча Элиаде в своём фундаментальном труде под названием «Йога: свобода и бессмертие» отметил, что между используемыми православными монахами-последователями исихазма методами подготовки к аскетизму и способами молитвы, с одной стороны, и йогическими техниками (в особенности пранаямой), с другой стороны, имеется определённое сходство. Он подтверждает данное мнение отрывками из произведений православных мыслителей — Иринея Лионского, Никифора Затворника, Никодима Святогорца, Симеона Нового Богослова. При этом Мирча Элиаде высказал мнение, что не следует обманываться внешним сходством этих методов с йогическими техниками, поскольку в классической индийской йоге Богу (в отличие от православия) отводится относительно небольшая роль. В то же время Элиаде указал, что между исихазмом и йогой имеется достаточное феноменологическое сходство, чтобы можно было выдвинуть гипотезу о вероятном влиянии индийской мистики на исихазм.
Религиовед Е. А. Торчинов высказал мнение, что для утверждений о существовании генетической связи между йогой и исихазмом в настоящее время оснований не существует, однако экстаз в аскезе православия имеет очень близкое сходство с состоянием самадхи индийских традиций. Он также отметил сходство психотехнических процедур, используемых в исихазме (задержки дыхания, особые позы, визуализация, концентрация внимания на определённых участках своего тела), с психотехническими процедурами, используемыми в йоге. В частности, Торчинов указал, что умная молитва исихастов («Господи, Иисусе Христе, Сыне Божий, помилуй нас грешных») является сильным универсальным психотехническим методом, аналогичным повторению «великой мантры» «Харе Кришна» в индийском вишнуистском бхакти или повторению имени будды Амитабхи в амидаизме.
В 2015 году, в связи с провозглашением ООН «Всемирного дня йоги», Священный Синод Элладской православной церкви выступил с заявлением, в котором назвал йогу «фундаментальной частью религии индуизма», несовместимой с православной верой и жизнью христиан.
В сборнике статей «Православный взгляд на йогу» его составитель — священник Русской православной церкви Георгий Максимов, отвечая на вопрос о том, допустимо ли христианину заниматься йогой, со ссылками на Священное Писание и на мнение ряда архипастырей Поместных православных церквей, пришёл к выводу о несовместимости йоги и христианства.

### Йога и католичество
Папа Римский Франциск в своей проповеди поставил йогу в один ряд тех вещей, которые не следует рассматривать в качестве средства обретения таинственной силы Святого Духа, способной преобразить человеческое сердце, отметив:
Вы можете пройти миллион катехизаторских курсов, миллион курсов духовности, миллион курсов йоги, дзена и им подобных вещей. Но вся эта сила никогда не даст вам свободу быть детьми Божьими. Оригинальный текст (англ.)You can take a million catechetical courses, a million courses in spirituality, a million courses in yoga, Zen and all these things. But all this power will never be able to give you the freedom of being children of God.

## Цель

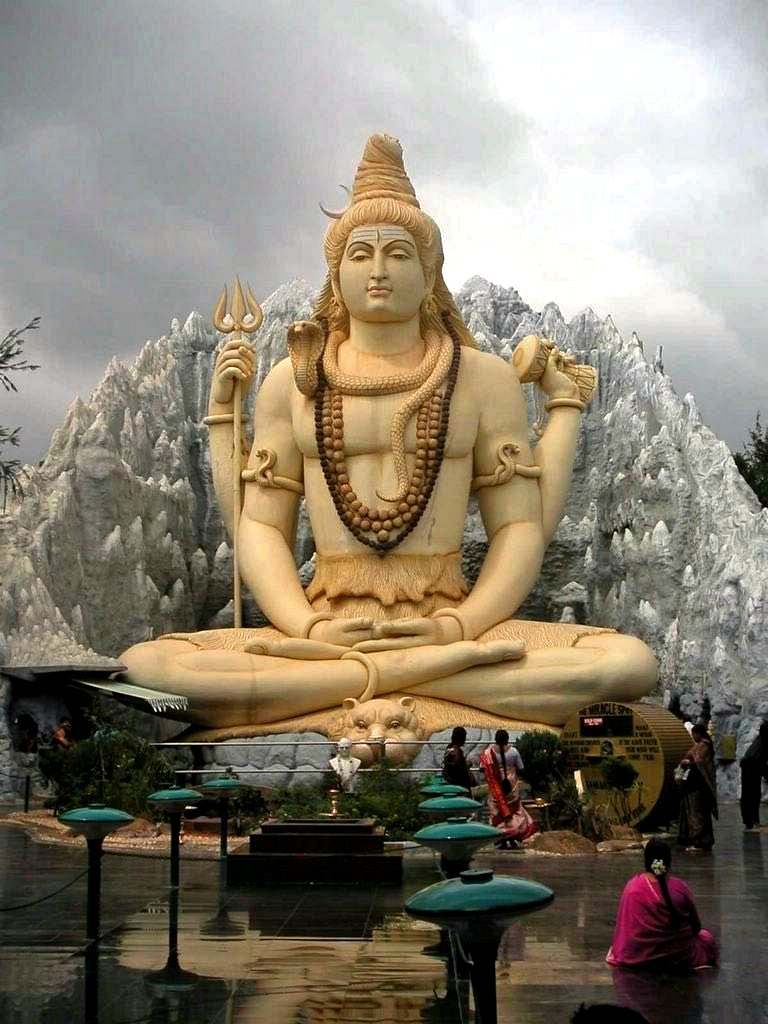
Статуя, изображающая медитирующего Шиву (Бангалор, Индия)

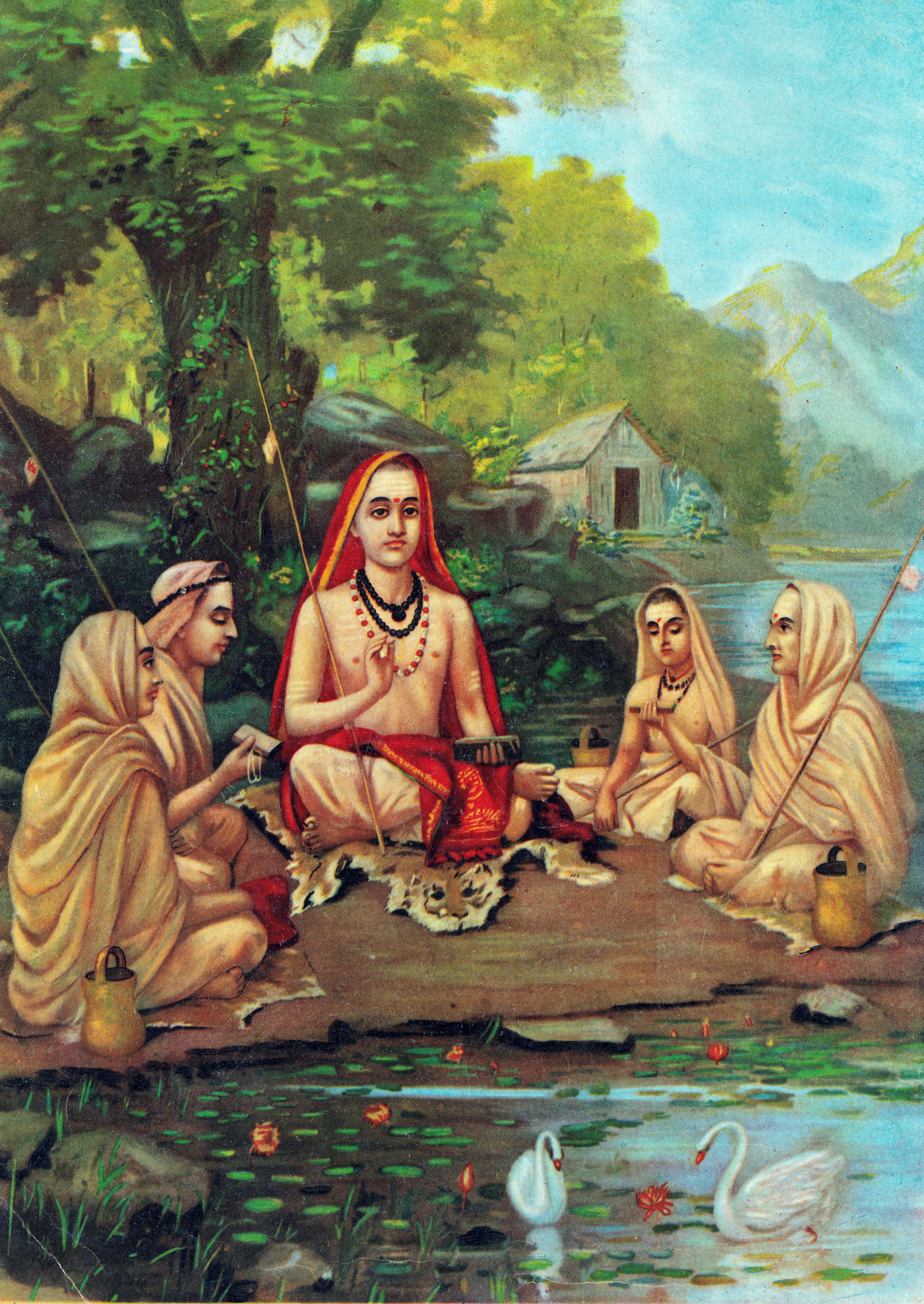
Шанкара с учениками, Рави Варма (1904 г.). Изучение ведических писаний с гуру является центральным в джанана-йоге адвайта-веданты

Конечная цель йоги может быть совершенно разной: от улучшения физического здоровья йогатерапией и до достижения мокши. В монистических школах адвайта-веданты и шиваизме конечной целью практики йоги является мокша — освобождение из круговорота рождения и смерти (сансары) и прекращение всех страданий материального существования посредством осознания своего единства как атмана с Брахманом (Шивой). В школах бхакти вайшнавизма, сама бхакти, или «любовное преданное служение Богу», является конечной целью практики йоги. В гаудия-вайшнавизме одним из основных направлений вайшнавизма, высшей формой бхакти выступает према-бхакти или «чистая любовь к Богу». В вайшнавизме, достигнув совершенства в бхакти-йоге, вайшнав отправляется в духовный мир (Вайкунтху или Голоку) и наслаждается там блаженным служением Вишну в одной из его форм.

## Научные исследования и физиология йоги
Научное изучение йоги началось в XIX веке и продолжается по сей день, охватывая как физиологические, так и психологические аспекты этой практики.
Первым документированным исследователем был бенгальский врач Н. Ч. Пол, опубликовавший в 1851 году труд A Treatise on the Yoga Philosophy, в котором описывал физиологические изменения у практикующих, включая гиперкапнию.
В 1918 году Шри Йогендра основал первый в мире организованный центр йоги — The Yoga Institute в Мумбаи.
В 1924 году Свами Кувалаянанда основал Kaivalyadhama Health and Yoga Research Centre, где соединил древние практики с физиологическими исследованиями.
Американский физиолог К. Т. Беханан в 1937 году опубликовал труд Yoga: A Scientific Evaluation, где представил экспериментальные данные о влиянии пранаямы на расслабление.
С 1998 года Национальные институты здоровья США (NIH) начали активно финансировать исследования йоги, включая её влияние на боль в пояснице, тревожность и стресс.

## Травматизм и безопасность
Практика йоги в целом считается безопасной при соблюдении инструкций и адаптации упражнений под индивидуальные возможности. Однако при неправильном выполнении асан, особенно сложных поз, может возникнуть риск растяжений, перенапряжения мышц, травм шеи, плеч, коленей и поясницы.
Исследование 2016 года, основанное на анализе обращений в приёмные отделения США, показало, что уровень травматизма в йоге невысок и сравним с другими видами физической активности. Наибольшему риску подвержены пожилые практикующие и те, кто выполняет продвинутые асаны без должной подготовки.
Профилактика травм включает:
- постепенное освоение сложных поз;
- контроль за правильным выравниванием тела;
- отказ от выполнения асан при острой боли;
- обучение под руководством квалифицированного инструктора.

Йога противопоказана при некоторых состояниях (нестабильные травмы, острые воспалительные процессы), поэтому перед началом практики рекомендуется консультация врача.
Среди главных причин, вызывающих негативные последствия, эксперты приводят «дух соперничества» новичков и недостаточную квалификацию инструкторов. Поскольку потребность в курсах йоги растет, многие люди часто получают сертификаты инструкторов йоги после недостаточного обучения. Не каждый новый сертифицированный инструктор может оценить состояние каждого нового ученика на своем курсе и рекомендовать воздержаться от определённых поз или использовать соответствующие опоры, чтобы избежать травм. В свою очередь, начинающий ученик курса йоги может переоценить возможности своего тела и стремиться выполнить сложные позы, прежде чем его тело становится достаточно гибким или сильным для их выполнения.
Некоторые люди, практикующие йогу, могут получать физические травмы, аналогичные спортивным травмам. Опрос, проведенный среди практикующих йогу в Австралии, показал, что порядка 20 % практикующих получали физические травмы в результате занятий йогой. В течение предшествующих 12 месяцев 4,6 % опрошенных получили травму, которая вызвала продолжительные боли или потребовала медицинской помощи. Стойки на голове и плечах, позы лотоса и полу-лотоса, наклоны вперед и назад, стойки на руках послужили причиной наибольшего количества травм.
Кроме того, по некоторым данным разрывы суставной губы тазобедренного сустава, а также травмы тазобедренных костей, могут являться результатом посещения курсов йоги.